# Mary Stainbank
Mary Agnes Stainbank (1899 - 1996) là một nhà điêu khắc Nam Phi.

## Tuổi thơ
Stainbank sinh năm 1899 tại trang trại Coedmore ở Bellair, Durban. Bà được học tại trường Cao đẳng Diocesan của St. Anne tại Hilton, Hilton, KwaZulu-Natal. Bà được đào tạo tại Trường Nghệ thuật Durban từ năm 1916 đến 1921 dưới thời John Adams và Alfred Martin, và từ 1922-24 tại Đại học Nghệ thuật Hoàng gia, London, dưới thời William Rothenstein và Frederick John Wilcoxson. Bà được trao học bổng Royal College vào năm 1925 và học đúc đồng tại một công ty kỹ thuật ở London.

## Cuộc sống và công việc
Khi trở về Nam Phi năm 1926, bà thành lập một xưởng điêu khắc - Ezayo - trên khu đất Coedmore, từ năm 1926 đến năm 1940, bà sản xuất ra tác phẩm tuyệt vời nhất của mình. bà bị ảnh hưởng bởi Eric Gill và Jacob Epstein.
Mặc dù được cho là đã giới thiệu một trường phái điêu khắc hiện đại đến Nam Phi trong suốt sự nghiệp ban đầu của mình, bà thường bị chỉ trích vì sử dụng những hình ảnh tiên phong -avant garde. Sự lựa chọn của bà về vấn đề châu Phi và việc bà sử dụng các hình thức sắc nhọn, góc cạnh và sự biến dạng của chân tay để mô tả đối tượng của bà đã gây sốc cho những người xem bảo thủ thời đó, những người đã quen với phong cách hiện thực lãng mạn của các nghệ sĩ Nam Phi. Kết quả là, tác phẩm điêu khắc của bà đã không thu hút công chúng mua trong ngày. Nhiều tác phẩm điêu khắc độc lập của bà đã được trưng bày trong những năm 1930 tại các cuộc triển lãm do Hội Nghệ sĩ Natal tổ chức.
Sau khi làm trong một văn phòng vẽ quân sự trong Thế chiến II, bà được bổ nhiệm làm trưởng bộ phận điêu khắc tại Trường Nghệ thuật Durban, nơi bà giảng dạy cho đến năm 1957.
Mặc dù các tác phẩm của bà không bán được, bà vẫn tiếp tục tạo ra các tác phẩm điêu khắc, được đặt trong phòng thu của bà ở Coedmore. Vào những năm 1980, một phần lớn các tác phẩm này được trưng bày tại các Tòa nhà Quốc hội Cũ ở Pietermartzburg. Bộ sưu tập này sau đó được chuyển đến Bảo tàng Voortrekker/Msunduzi ở Pietermaritzburg. Với việc tái cơ cấu bảo tàng đó, các tác phẩm đã được trả lại cho gia đình Stainbank.

## Sách tham khảo
- Mary Stainbank: Retrospective Exhibition. Durban Arts Association. 1988. ISBN 978-0-620-13028-8.
- Laffaye, Horace A. (2015). The Polo Encyclopedia (ấn bản thứ 2). McFarland. ISBN 978-0-7864-9577-1.
- Webb, Mary (1985). Precious Stone: The Life and Works of Mary Stainbank. Knox. ISBN 978-0-620-08664-6.
- Hillebrand, Melanie (1987). “Mary Stainbank: Sculptress of Natal” (pdf). Natalia. The Natal Society Foundation. 17. Truy cập ngày 17 tháng 5 năm 2015.
- Leigh, V. (1998). Mary Stainbank Collection of Sculpture.
- HSRC (2000). Women Marching Into the 21st Century: Wathint' Abafazi, Wathint' Imbokodo. HSRC Press. ISBN 978-0-7969-1966-3.
- Afọlayan, Funso S. (2004). Culture and Customs of South Africa. Greenwood. ISBN 978-0-313-32018-7.
- Rankin, Elizabeth Deane; Dell, Elizabeth; Julia, Meintjes (1989). Images of wood: aspects of the history of sculpture in 20th-century South Africa. Johannesburg Art Gallery. ISBN 978-0-620-13867-3.
- Liebenberg-Barkhuizen, Estelle (2002). “Mary Stainbank and popular culture: images of the "i[n]digene"”. South African Journal of Art History. 17. hdl:2263/15086.
- Arnold, Marion I.; Schmahmann, Brenda (2005). Between Union and Liberation: Women Artists in South Africa 1910-1994 (pdf). Ashgate. ISBN 978-0-7546-3240-5.[liên kết hỏng]
- Liebenberg, E (1996), Representing "the Other": some thoughts on Mary Stainbank's iconography, Pietermaritzburg: Unpublished paper, Conference of the South African Association of Art Historians
- Van Eeden, Jeanne (1998). “Irma Stern's first exhibition in Pretoria, 1933”. South African Journal of Art History. 13. hdl:2263/14624.
- Harber, Rodney (ngày 5 tháng 6 năm 2013), Heritage Report: Proposed Mary Stainbank Memorial Art Gallery (PDF), Harber and Associates, Bản gốc (pdf) lưu trữ ngày 24 tháng 9 năm 2015, truy cập ngày 17 tháng 5 năm 2015